# Roland Mark Schoeman
Roland Mark Schoeman (Pretoria, 3. srpnja 1980.) je južnoafrički plivač.